# Arnoldichthys spilopterus
Genre
Espèce
Statut de conservation UICN

 EN  : En danger
Le Characin africain aux yeux rouges (Arnoldichthys spilopterus) est un petit poisson (10 cm maxi) originaire du Niger et Nigéria. C'est la seule espèce du genre Arnoldichthys.